# Marius Alexe
Marius Silviu Alexe (* 22. Februar 1990 in Bukarest) ist ein ehemaliger rumänischer Fußballspieler. Der Stürmer spielte insgesamt sieben Jahre für Dinamo Bukarest.

## Karriere

### Verein
Die Karriere von Alexe begann, als er im Alter von 15 Jahren zu seinem ersten Einsatz in der zweiten Mannschaft seines Stammvereins Dinamo Bukarest kam, die seinerzeit in der Liga II spielte. Im Jahr 2006 rückte er zwar in den Kader der ersten Mannschaft auf, kam aber zunächst nicht zum Zuge. Im Jahr 2008 wechselte er daraufhin zu Astra Ploiești in die Liga II. Mit Astra gelang ihm der Aufstieg in die Liga 1, wo er am 2. August 2009 debütierte. Kurz darauf kehrte er zu Dinamo zurück und kommt seitdem regelmäßig zum Einsatz. Im Jahr 2011 erreichte er mit seiner Mannschaft das rumänische Pokalfinale, unterlag dort aber Steaua Bukarest. Ein Jahr später gewann er mit dem Pokalsieg 2012 seinen ersten Titel, nachdem er zuvor mit seiner Mannschaft die Saison 2011/12 trotz Herbstmeisterschaft nur auf dem fünften Platz beendet hatte. In der Spielzeit 2012/13 gelang ihm mit 15 Treffern die beste Torausbeute seiner Laufbahn, er verpasste mit seinem Team jedoch die Qualifikation zur Europa League. Für die Saison 2013/14 wurde er an den italienischen Erstligisten US Sassuolo Calcio ausgeliehen. Dort verpasste er verletzungsbedingt die komplette Rückrunde.
Zur Saison 2015/16 wechselte Alexe zum türkischen Zweitligisten Kardemir Karabükspor. Dort gelang ihm mit seinem Team der Aufstieg in die Süper Lig. Nachdem er die erste Saisonhälfte 2016/17 verletzungsbedingt verpasst hatte, kam er erstmals im Januar 2017 zum Einsatz. Mitte Februar verlieh ihn sein Klub bis Saisonende an FO ŽP ŠPORT Podbrezová in die slowakische Fortuna liga. Nach weiterer Leihe nach Zypern wechselte Alexe 2019 jeweils kurzzeitig zu zwei anderen rumänischen Clubs und beendete dann seine Karriere.

### Nationalmannschaft
Am 29. März 2011 debütierte Alexe im Trikot der rumänischen Nationalmannschaft, als er im EM-Qualifikationsspiel gegen Luxemburg in der 84. Minute für Adrian Mutu eingewechselt wurde.

## Erfolge
- Rumänischer Pokalsieger: 2012
- Aufstieg in die Liga 1: 2009
- Aufstieg in die Süper Lig: 2016